# Половков, Иван Сергеевич
Иван Сергеевич Половков (1913, село Днепровка, теперь Каменско-Днепровского района Запорожской области — 11 января 1951, село Новоднепровка Каменско-Днепровского района Запорожской области) — украинский советский деятель, председатель колхоза имени Ворошилова Каменско-Днепровского района Запорожской области. Герой Социалистического Труда (16.02.1948). Депутат Верховного Совета СССР 3-го созыва (в 1950—1951 годах).

## Биография
Родился в бедной крестьянской семье. С двенадцатилетнего возраста работал в сельском хозяйстве. Затем был бурильщиком на марганцевых рудниках Криворожья. В 1930 году вступил в комсомол.
В 1930-х годах принимал активное участие в коллективизации сельского хозяйства и организационно-хозяйственному укреплению колхозов в Запорожской области
С февраля 1940 по октябрь 1945 года служил в Красной Армии, участник Великой Отечественной войны.
В 1945 — 11 января 1951 года — председатель колхоза имени Ворошилова села Новоднепровка Каменско-Днепровского района Запорожской области.
Указом Президиума Верховного Совета СССР от 16 февраля 1948 года «за получение высоких урожаев пшеницы, ржи, кукурузы и сахарной свеклы, при выполнении колхозом обязательных поставок и натуроплаты за работу МТС в 1947 году и обеспеченности семенами зерновых культур для весеннего сева 1948 года» удостоена звания Героя Социалистического Труда с вручением ордена Ленина и золотой медали «Серп и Молот».
Этим же указом были награждены также пятеро работников этого же колхоза (Николай Тарасович Беликов, Елена Трофимовна Половкова, Меланья Фёдоровна Половкова, Савелий Фёдорович Половков).
Умер после продолжительной тяжелой болезни. Похоронен в парке Славы села Новоднепровка Каменско-Днепровского района Запорожской области.

## Награды
- Герой Социалистического Труда (16.02.1948)
- орден Ленина (16.02.1948)
- орден Трудового Красного Знамени (1949)